# Le Chant du cygne (nouvelle)
Pour les articles homonymes, voir Le Chant du cygne (homonymie).
Le Chant du cygne (Swan Song) est une nouvelle policière d'Agatha Christie.
Initialement publiée en septembre 1926 dans la revue Grand Magazine au Royaume-Uni, cette nouvelle a été reprise en recueil en 1934 dans The Listerdale Mystery and Other Stories au Royaume-Uni. Elle a été publiée pour la première fois en France dans le recueil Douze nouvelles en 1963.

## Résumé
La cantatrice Paula Nazorkov fait une tournée en Angleterre. Elle joue et chante merveilleusement le rôle-titre de la Tosca, le célèbre opérar de Puccini.
Lady Rustonbury lui propose de faire un récital dans la salle des fêtes de son manoir. Ce récital sera privé et l'assistance sera sélectionnée. La cantatrice pourra choisir ses partenaires et l'équipe technique. Paula Nazorkov accepte la proposition.
Les choses se mettent en place. Les chanteurs son sélectionnés ainsi que l'équipe technique. Mais quelques jours avant le récital, le signor Roscari tombe gravement malade et il faut le remplacer au pied levé.
Lady Rustonbury suggère le baryton Édouard Bréon, qui d'ailleurs réside non loin de là. Paula Nazorkov accepte qu'on fasse appel à cet homme pour remplacer le malade.
Quelques heures après, Bréon arrive, sûr de lui. Une discussion s'engage à cinq entre Lady Rustonbury, sa fille Blanche Amery, M. Cowan, Paula Nazorkov et Bréon. L'homme raconte diverses anecdotes sur sa carrière et diverses expériences qu'il a jadis vécues. L'une de ces anecdotes porte sur une jeune fille, Bianca Capelli, à qui il avait fait croire qu'il ferait son possible pour faire libérer son fiancé incarcéré, alors qu'il n'avait absolument rien fait pour cela.
Quelques jours plus tard, le récital a lieu, au cours duquel Bréon est poignardé par Paula Nazorkov, qui avait pris son personnage trop à cœur.
Blanche Amery a compris, trop tard, le drame qui venait de se jouer : Paula Nazorkov était en réalité Bianca Capelli, et elle venait de se venger de l'homme qui jadis lui avait fait du mal. Après avoir empoisonné le signor Roscari pour qu'Édouard Bréon soit amené à le remplacer, elle avait ainsi joué, en vrai cette fois, le meurtre du méchant à la fin de l'acte II de l'opéra Tosca.

## Personnages
- M. Cowan
- Mme Paula Nazorkov : cantatrice
- Vera Read : domestique
- Lady Rustonbury : riche aristocrate
- Blanche Amery-Rustonbury, sa fille
- Signor Roscari : baryton
- Édouard Bréon : baryton

## Publications
Avant la publication dans un recueil, la nouvelle avait fait l'objet de publications dans des revues :
- en septembre 1926, au Royaume-Uni, dans le no 259 de la revue Grand Magazine[1].

La nouvelle a ensuite fait partie de nombreux recueils :
- en 1934, au Royaume-Uni, dans The Listerdale Mystery and Other Stories[1] (avec 11 autres nouvelles) ;
- en 1963, en France, dans Douze nouvelles, recueil réédité en 1968 sous le titre « Le Mystère de Listerdale » (adaptation du recueil de 1934) ;
- en 1971, aux États-Unis, dans The Golden Ball and Other Stories[1] (avec 14 autres nouvelles).

## Adaptation
- 2002 : Swan Song, dramatique radio diffusé sur BBC Radio 4[2].